# متلازمة الانحشار
متلازمة الانحشار هي حالة سريرية تحدث عندما تلتهب عضلات الكفة المدورة بمرورها في المسافة تحت الأخرمية. وقد تؤدي إلى ألم وضعف وفقدان حركة الكتف.

## العلامات والأعراض
إن الأعراض الأكثر ظهوراً في متلازمة الانحشار هي الألم، الضعف وفقدان حركة الكتف المتضررة. غالباً ما يزداد الألم عن طريق حركة رفع الكتف وقد يحدث في الليل خاصة إذا كان المريض مستلقيا على الكتف المتضررة. عوارض أخرى قد تشمل ضجة كبيرة وإحساس شبيه بالتفرقع عند تحريك الكتف..